# Hoopte
Hoopte ist ein Ortsteil der Stadt Winsen (Luhe) im Landkreis Harburg in Niedersachsen und liegt am äußersten nordwestlichen Rand der Stadt, direkt an der Elbe, die hier die Landesgrenze zu Hamburg bildet.

## Geschichte

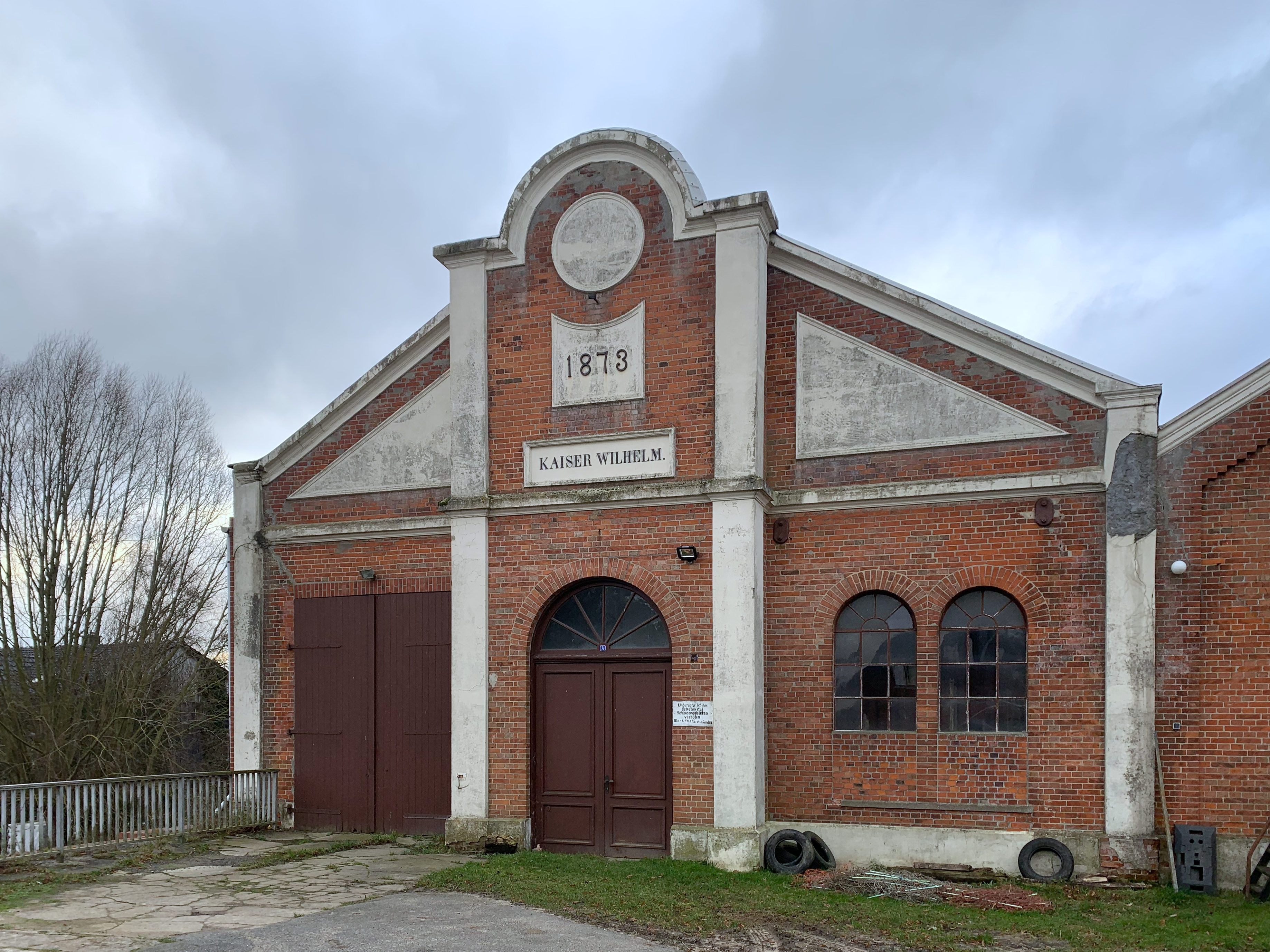
1873 errichtetes Dampfschöpfwerk Kaiser Wilhelm

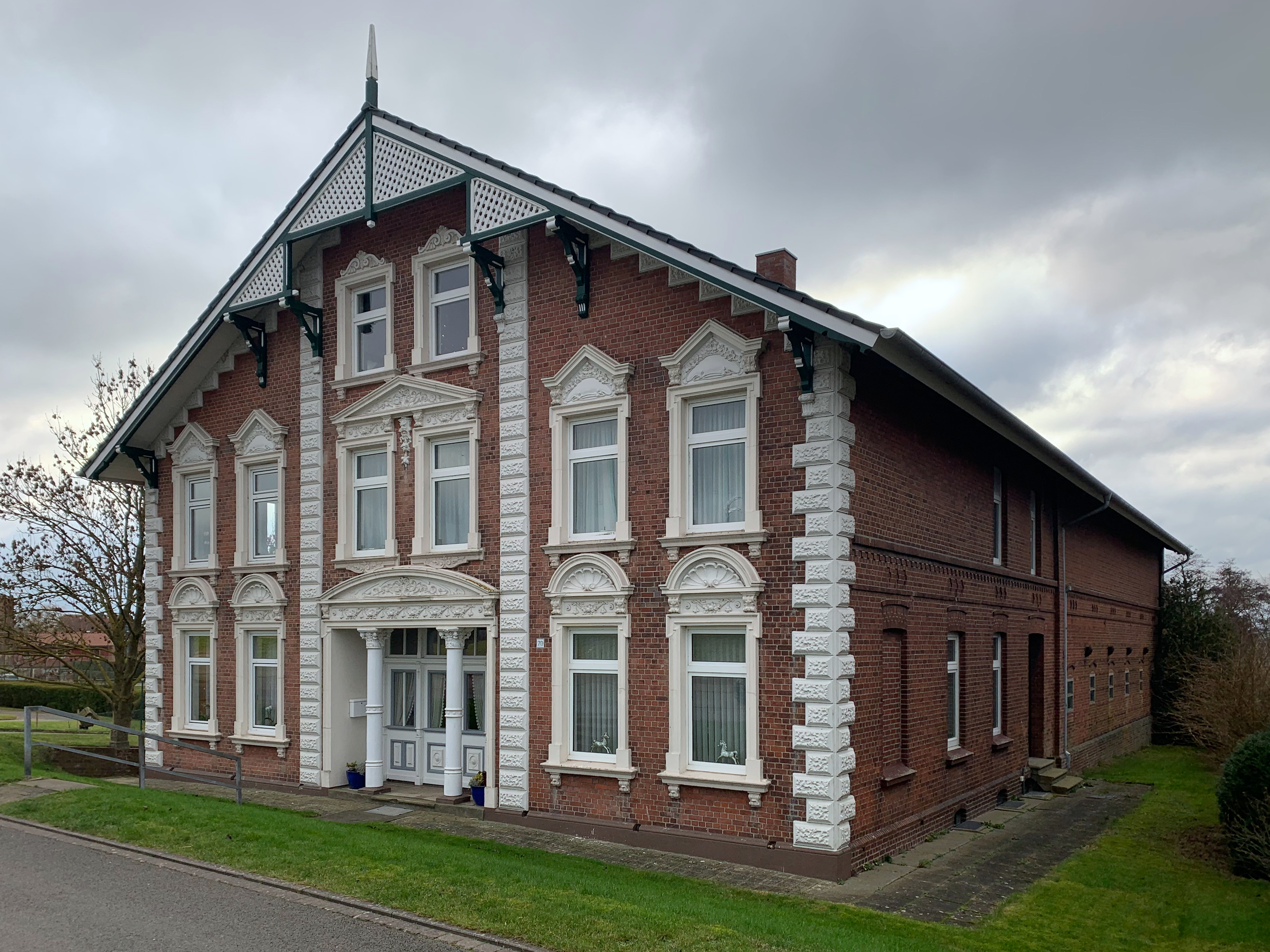
Wohnhaus am Hoopter Elbdeich

An der heutigen Fährverbindung zwischen Hoopte und Zollenspieker existierte seit mindestens 1260 eine Furt über die Elbe, sodass der Ort verkehrsgünstig an einer Handelsstraße lag. Die erste urkundliche Erwähnung Hooptes geht auf das Jahr 1291 zurück. In Schriftstücken aus dem 12. Jahrhundert wurde die Gegend noch als „von jeher unbewohnbar und unbebaubar“ beschrieben. Erst in der Zeit des Dreißigjährigen Krieges wurde der Hoopter Elbabschnitt komplett eingedeicht und so endgültig bewohn- und bewirtschaftbar gemacht. Im 17. Jahrhundert war der Ort zeitweise dänisch besetzt. In dieser Zeit wurde auf dem heutigen Flügeldeich zwischen Elbe und Ilmenau die Hoopter Schanze, eine militärische Wehranlage, errichtet. Teile von Napoleons Armee überquerten im Jahr 1813 auf dem Rückweg aus Russland hier die Elbe.
Im Rahmen der Gebietsreform wurde Hoopte am 1. Juli 1972 in Kreisstadt Winsen (Luhe) eingegliedert.

## Politik
Politisch und verwaltungstechnisch gehört Hoopte zur Kreisstadt Winsen (Luhe). Der Ortsvorsteher ist seit Juni 2021 Nils Hilmer. Im Winsener Stadtrat vertreten mit Sabine Lehmbeck (SPD) und Annika Prüfer (CDU) zwei Hoopter Einwohnerinnen die Interessen des Ortsteils. Sabine Lehmbeck gehört auch dem Kreistag des Landkreises Harburg an, ebenso der Hoopter Frank Wolf (FDP).

## Geographie
Hoopte liegt an der Mündung der Ilmenau in die Elbe, hier befindet sich das Ilmenausperrwerk. Der Ort zieht sich parallel zur Elbe an seiner Hauptstraße über knapp drei Kilometer entlang. Östlich liegen Haue und Laßrönne, südöstlich Stöckte und Winsen, südlich Gehrden, südwestlich Achterdeich und Stelle und nordwestlich Fliegenberg. Auf der anderen Elbseite befinden sich die Ortsteile Lütjenburg und Zollenspieker des Stadtteils Hamburg-Kirchwerder.

## Persönlichkeiten
- Der Maler Ernst Odefey lebte und wirkte einige Jahre in Hoopte.

## Gesellschaftliches
Der Ort verfügt seit 1893 über eine eigene Freiwillige Feuerwehr. Das auch ansonsten rege Vereinsleben zeigt sich in verschiedenen über das Jahr verteilten Veranstaltungen des M.T.V. Hoopte von 1903, des DRK Hoopte und des erstmals 1924 nachweislich gefeierten Hoopter Faslam.
Überregional bekannt ist Hoopte durch die Stintfischerei und das „Stintessen“ geworden, das inzwischen in weiten Teilen Norddeutschlands populär geworden ist.

## Fähre
Hoopte ist der linksseitige Anleger der Zollenspieker Fähre.